# Needles and Pins
Needles and Pins est une chanson écrite par Jack Nitzsche et Sonny Bono. Elle est enregistrée pour la première fois en 1963 par la chanteuse Jackie DeShannon. Sa version se classe no 84 aux États-Unis.

## Reprises
En janvier 1964, la reprise du groupe beat anglais The Searchers se classe no 1 des ventes au Royaume-Uni et no 13 aux États-Unis.
Needles and Pins a également été reprise par Smokie sur l'album Bright Lights & Back Alleys (en) (1977), par les Ramones sur l'album Road to Ruin (1978) et par Tom Petty and the Heartbreakers sur l'album Pack Up the Plantation: Live! (en) (1985).
Petula Clark l'a reprise en 1963 en français sous le titre La nuit n'en finit plus.
On peut entendre le début de la version des Searchers en écoutant l'intro de la chanson "use the man" dans l'album Cryptic Writings du groupe de thrash metal Megadeth, bien qu'elle n'ait pas été reprise dans la version remastérisée.